# جيفري دبليو. غرينبيرغ
جيفري دبليو. غرينبيرغ (بالإنجليزية: Jeffrey W. Greenberg)‏ هو شخصية أعمال أمريكي، ولد في 1951 في الولايات المتحدة.

## وصلات خارجية
- جيفري دبليو. غرينبيرغ على موقع إن إن دي بي (الإنجليزية)